# De Hoop (Zoetermeer)
De Hoop is een ronde stenen stellingmolen uit 1897 in het Zuid-Hollandse Zoetermeer. De Hoop werd gebouwd ter vervanging van een eerdere "wind- en stoomkorenmolen, tevens pelmolen" van Bastiaan Hoogenboezem op dezelfde plek, die in de vroege ochtend van 16 januari 1897 uitbrandde. Vermoedelijk was dit een achtkantige houten molen.
In 1936 is het gaande werk uit de molen gesloopt en sindsdien was De Hoop uitsluitend in gebruik als graansilo. Na een ingrijpende restauratie die duurde van 1983 t/m 1986 was de molen weer maalvaardig. Sindsdien wordt wekelijks in de molen op ambachtelijke wijze graan gemalen.
In mei 2025 werden nieuwe wieken geplaatst. Dit werd gefinancierd met een combinatie van subsidie, donaties en de verkoop van molencertificaten. Zo'n certificaat gaf recht op een stukje van de orde wieken.
Op zaterdag is de molenwinkel geopend en worden er allerlei bakbenodigdheden verkocht. De meeste hiervan zijn in de molen geproduceerd.

## Eigenschappen
De romp van De Hoop is geheel gepleisterd en wit geschilderd. De kap is gedekt met losanges.
De wieken hebben een vlucht van 24 - 24,20 meter.
Eigenaar van de molen is de Stichting Molen De Hoop.

Er zijn verschillende vrijwillige molenaars. De molen is te vinden aan de Eerste Stationsstraat 37a.

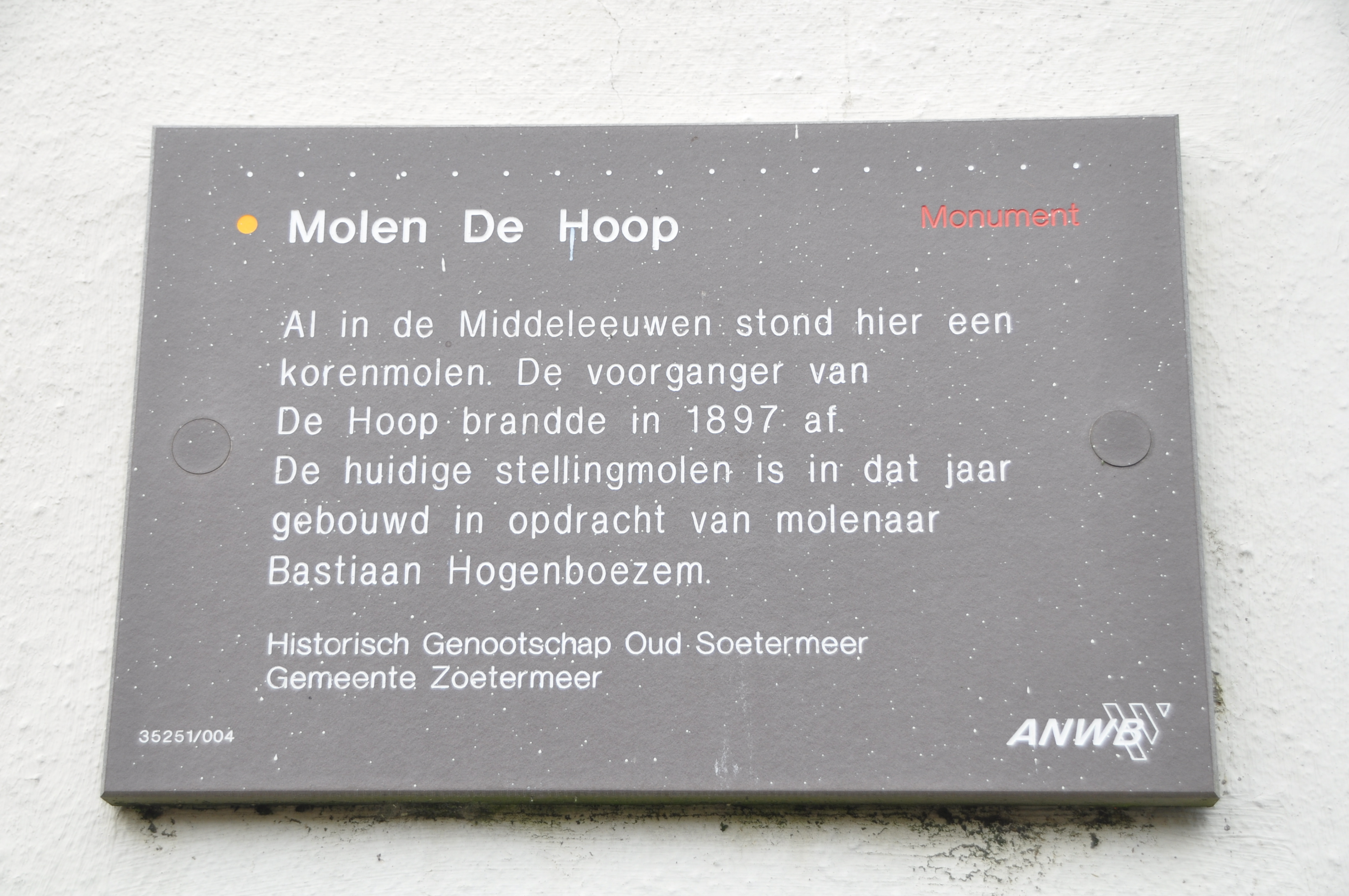
Het bord aan de gevel
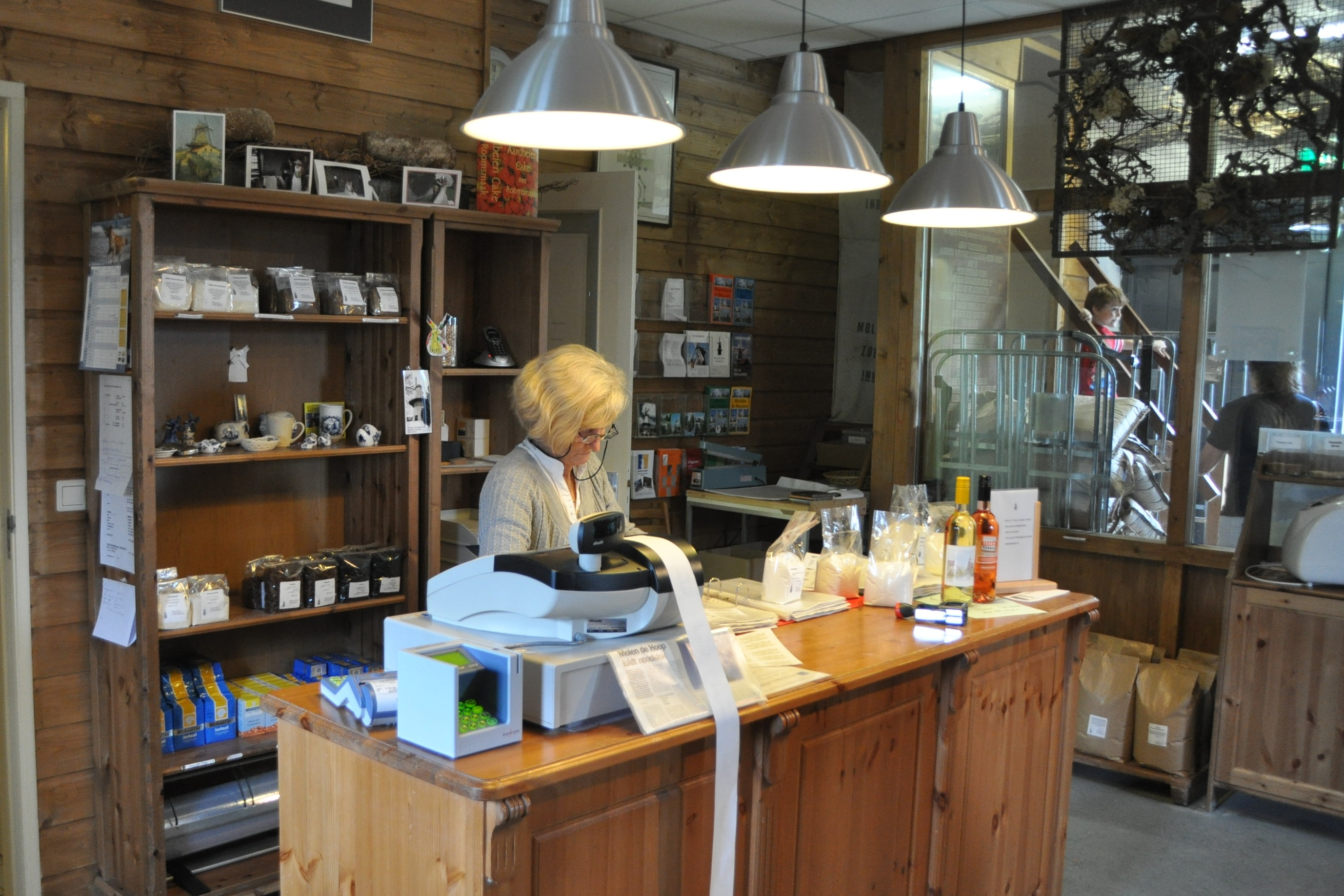
De winkel
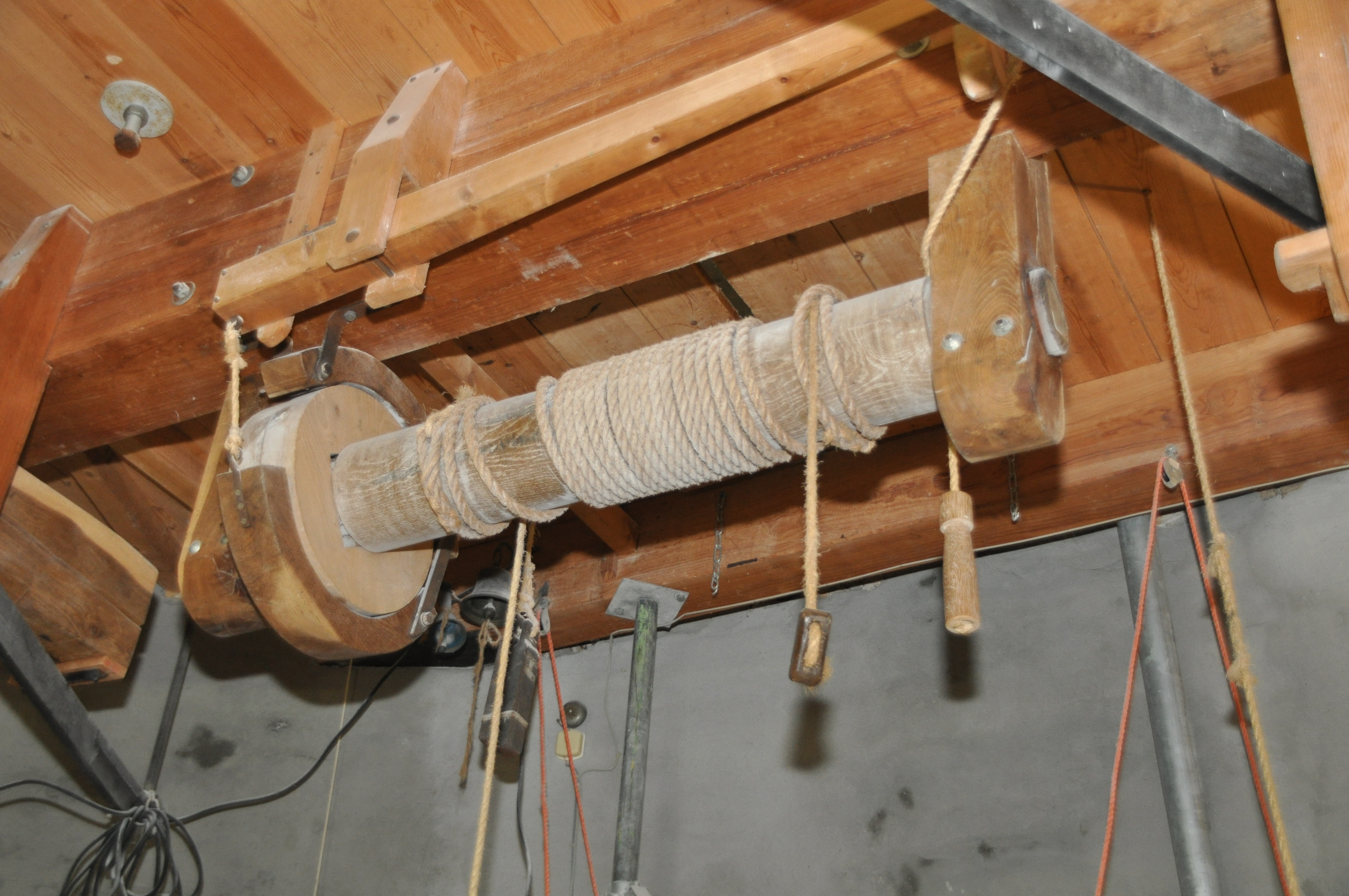
Het hijsmechanisme
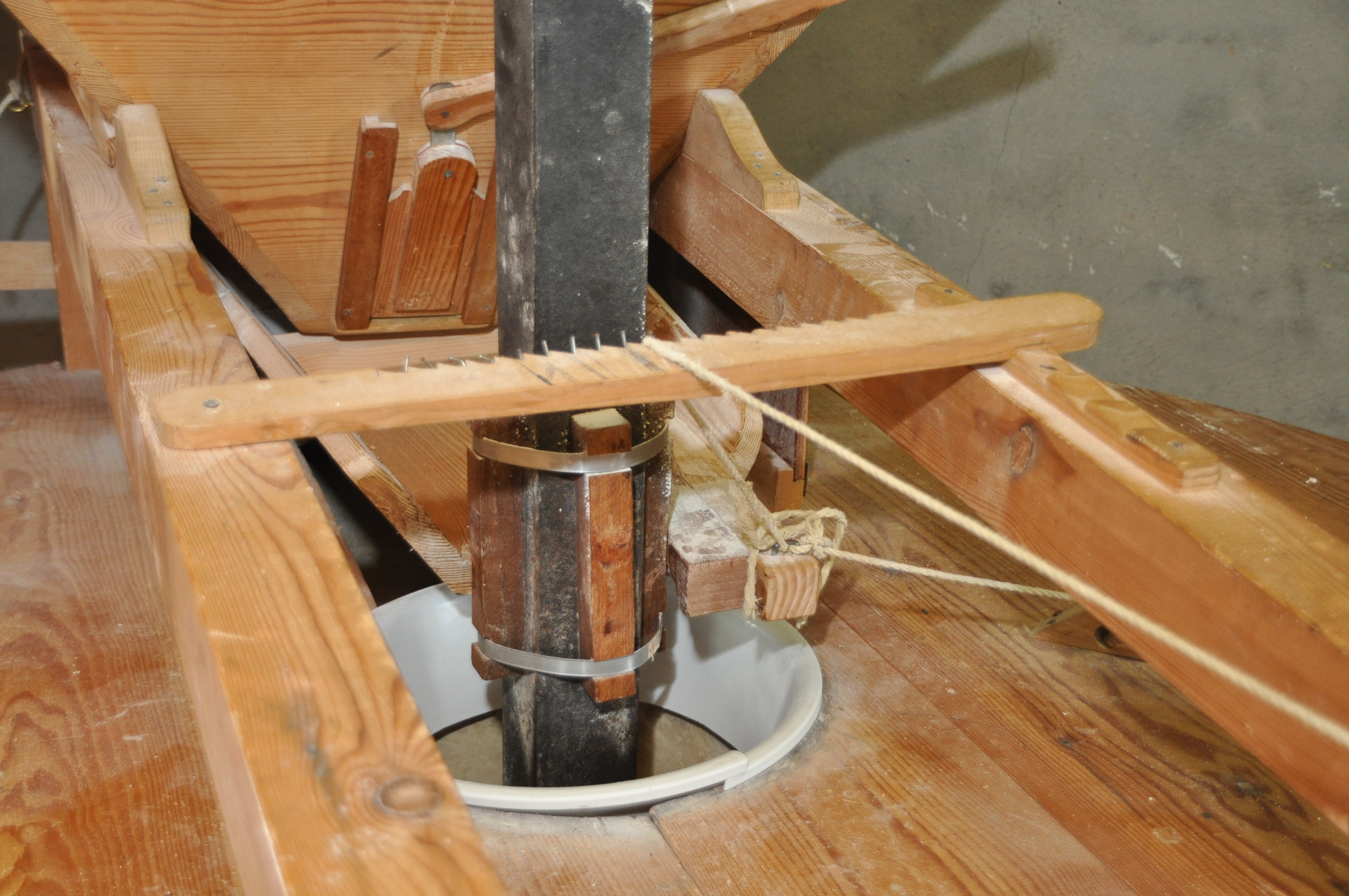
De afstelling
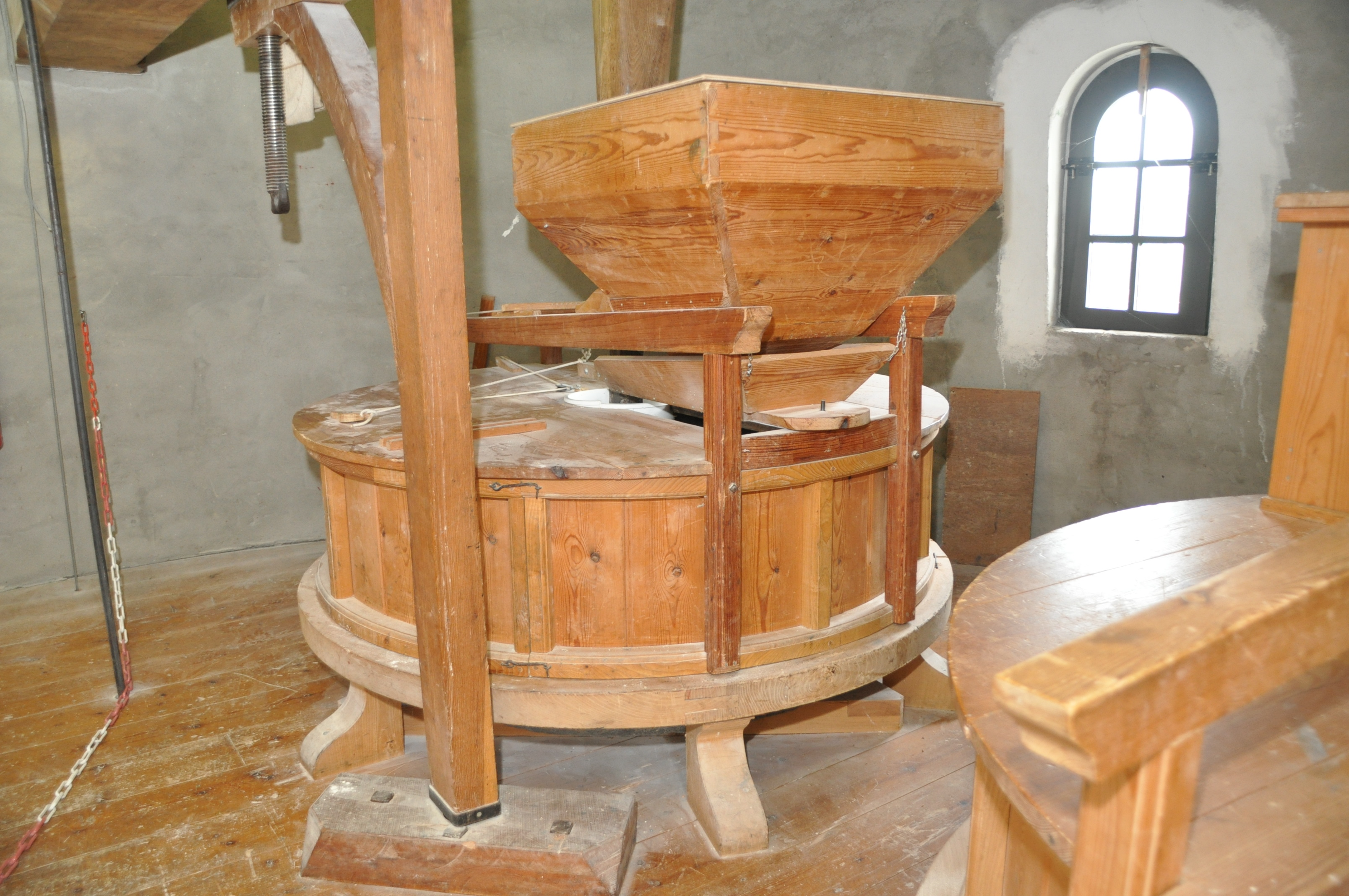
Het hart
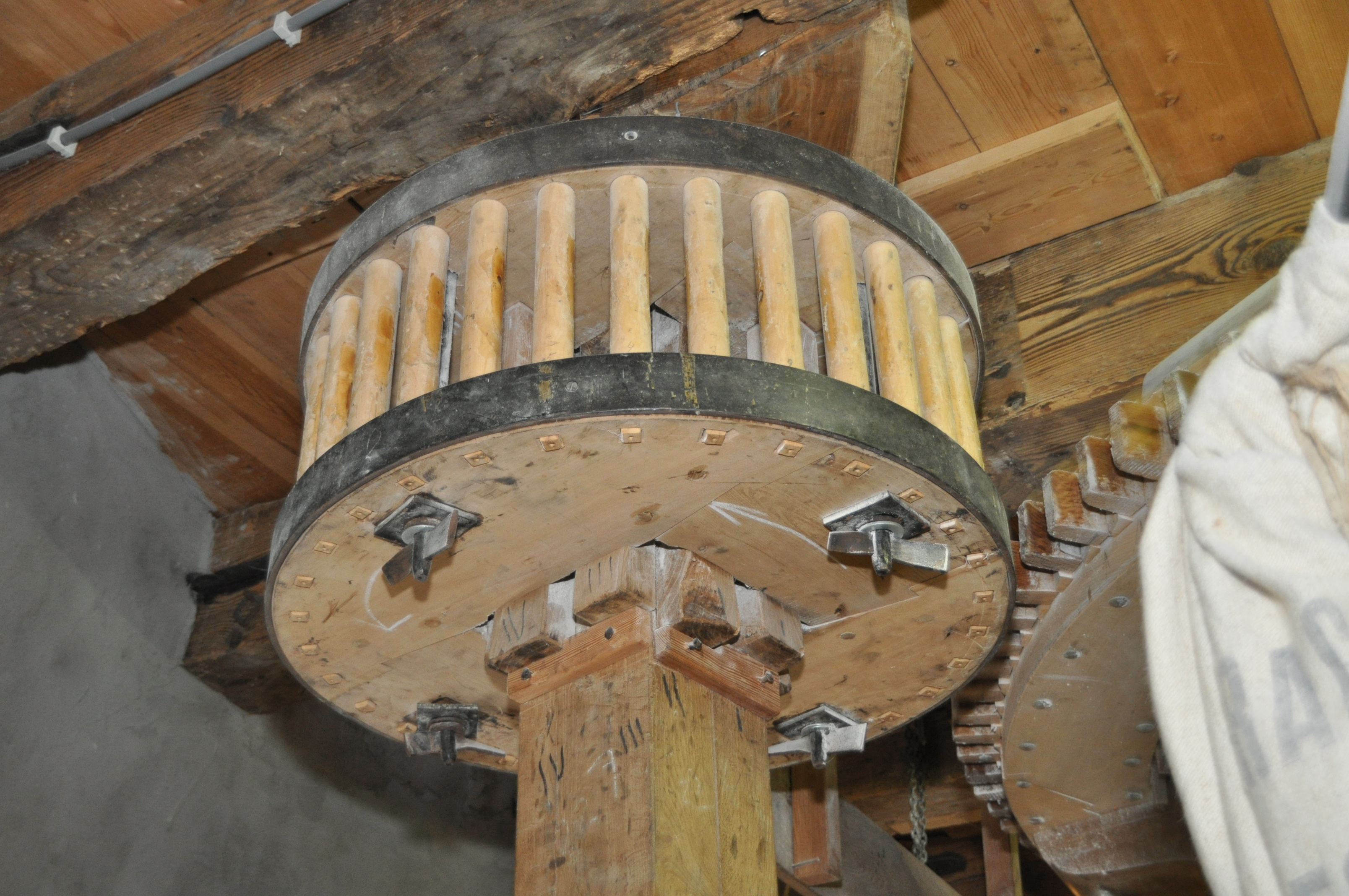
Aandrijving
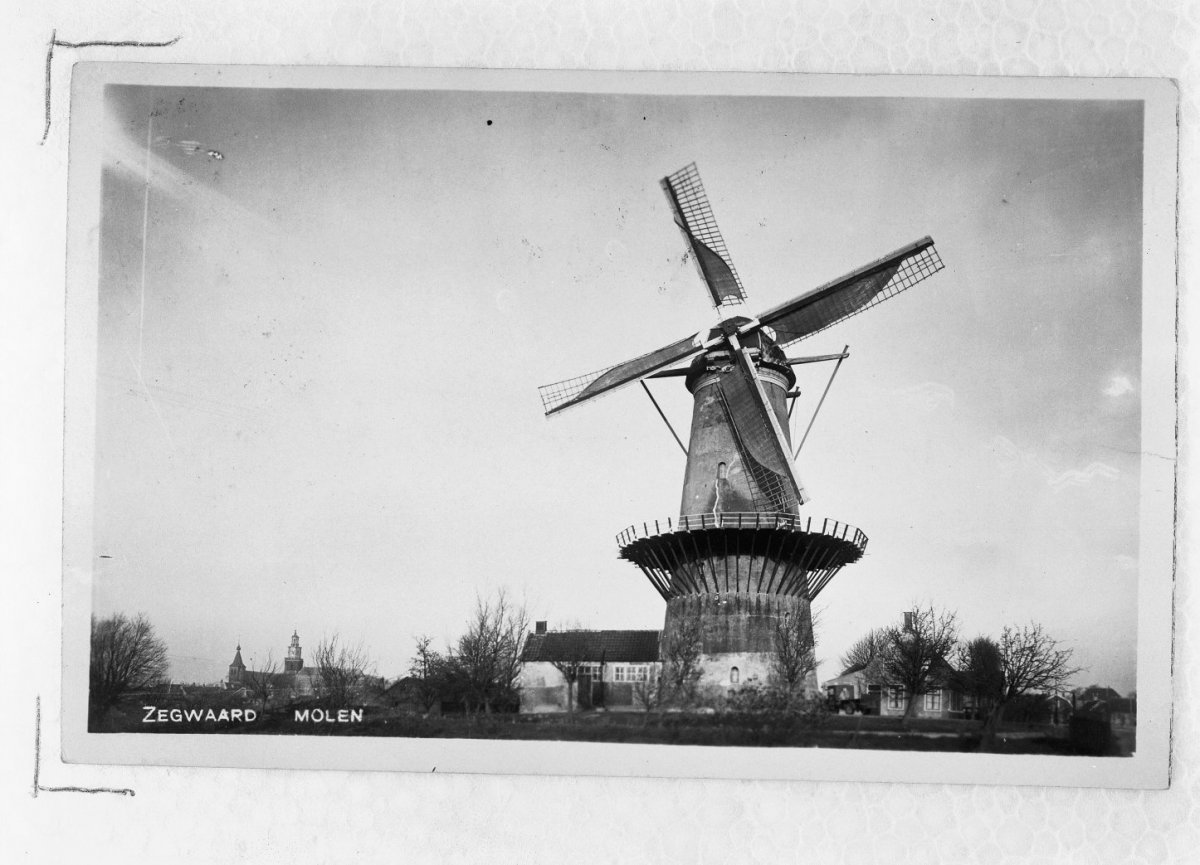
De molen rond 1931